# Fujiko Kosumi
Fujiko Kosumi (japanisch 湖住 ふじこ Kosumi Fujiko, * 29. November in der Präfektur Shiga) ist eine japanische Mangaka.

## Werdegang und Werk
Kosumis erstes kommerziell veröffentlichtes Werk war 2006 Sakurazaka Icchōme Ichibanchi. Es ist, wie auch einige spätere kurze Serien von ihr, in das Genre Boys Love einzuordnen. Neben kommerziellen Veröffentlichungen brachte Kosumi mit dem Dōjinshi-Zirkel ConbinRobin einige Yaoi-Geschichten heraus, insbesondere zur Serie Hetalia. Ihre längeren, kommerziellen Serien sind in Shōjo-Magazinen erschienen und gehören den Genres Romantik, Comedy, Action und Fantasy an. Darunter ist Samurai Drive, ihre erfolgreichste Serie, die über moderne Schwertkämpfer an einer Jungenoberschule erzählt. Darüber hinaus trug Kosumi Beiträge zu diversen Anthologien bei. Für den Anime Butlers: Chitose Momotose Monogatari (Butlers～千年百年物語～) von 2018 entwarf Kosumi das Charakterdesign. Auf Deutsch erschienen einige ihrer Serien bei Tokyopop, zuerst ab 2012 Samurai Drive.

## Bibliografie (Auswahl)
- Sakurazaka Icchōme Ichibanchi (桜坂一丁目一番地, 2006, 1 Band)
- Hiiro no Kakera: Mezame no Toki (緋色の欠片 目覚めの刻, 2007–2008, 1 Band)
- Dangerous Share (2008–2009, 2 Bände)
- Samurai Drive (2010–2013, 8 Bände)
- Keitai☆Guardian: Alive (2011, 1 Band)
- Sengoku Blood – Contract with a Demon Lord (戦国ブラッド〜薔薇の契約〜 Sengoku Blood – Bara no Keiyaku, 2011–2013, 4 Bände)
- Seishun Limited (青春リミテッド, 2013–2014, 1 Band)
- Shuka - A Queen's Destiny (うちの陛下が新米で Uchi no Heika ga Shinmai de., 2013–2015, 7 Bände)
- The Magician and the Glittering Garden (魔法使いと星降る庭 Mahō Tsukai to Hoshi Furu Niwa, 2015–2016, 3 Bände)
- Killer Killer (2016)
- Onee to Danshi, Tokidoki Gohan (オネエと男子、時々ごはん, 2017)
- Boys on ICE: Figure Danshi Anthology (2017, 1 Band)
- Succubus no Wakaresaseya-san (サキュバスの別れさせ屋さん, 2024)